# 오 마이 그랜파
《오 마이 그랜파》(영어: Dirty Grandpa)는 2016년 공개된 미국의 코미디 영화이다.

## 줄거리
아버지가 있는 로펌에서 일하는 고지식한 기업 변호사 제이슨은 파트너 자리로 향하는 빠른 출세 가도를 달리게 해줄 상사 딸과의 결혼을 일주일 앞두고 있다. 할머니가 돌아가신 뒤 할아버지 딕은 운전 면허가 정지됐다며 플로리다주 보카러톤까지 자신을 데려다달라고 부탁한다. 마침 봄방학 철을 맞은 운전길에서 제이슨은 입이 험한 호색한인 딕과 갖은 소동을 겪는다.

## 출연
- 로버트 드니로 - 리처드 "딕" 켈리 전 육군 중령 역
- 잭 에프론 - 제이슨 패트릭 켈리 역
- 조이 도이치 - 샤디아 역
- 오브리 플라자 - 러노어 역
- 줄리앤 허프 - 메러디스 미리엄 골드스틴 역
- 더멋 멀로니 - 데이비드 켈리 역
- 제이슨 맨주커스 - 팸 역
- 제프리 보여채프먼 - 브래들리 역
- 제이크 피킹 - 코디 역
- 애덤 팰리 - 닉 역
- 헨리 저브라우스키 - 게리 라이터 경관 역
- 모 콜린스 - 진 핀치 경관 역
- 대니 글러버 - "스팅키" 역
- 브랜던 마이클 스미스 - 타이론 역

## 기타 제작
- 총괄 제작: 마이클 플린, 안톤 레신
- 배역: 리베카 구신
- 미술: 윌리엄 아널드
- 세트: 데이비드 스미스
- 의상: 크리스티 위튼번
- 분장팀: 로런스 데이비스, 킴벌리 존스
- 헤어: 퍼트리샤 매컬헤이니 글래서, 제리 포폴리스
- 음향: 브라이언 볼스
- 시각 효과: 크리스 러두
- 조감독: 매슈 굿윈, 스펜서 자비스